# طريق إميليا

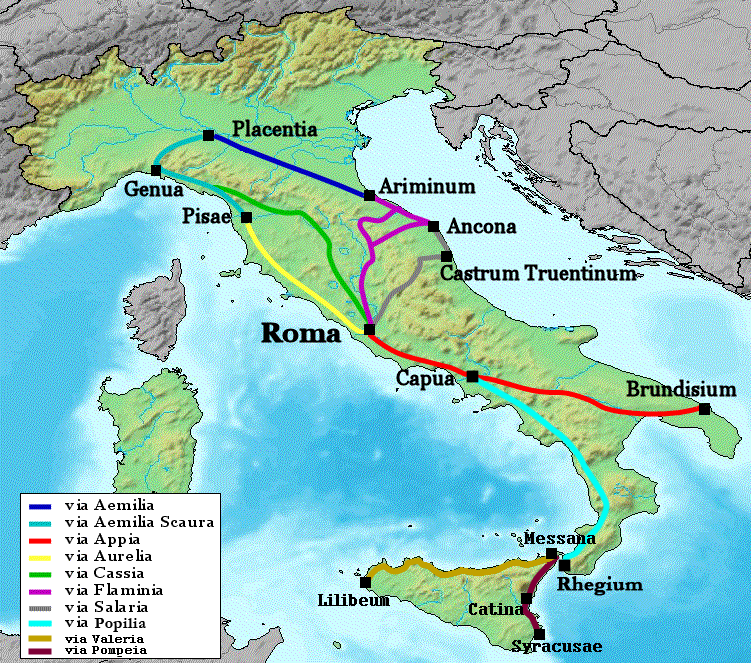
فيا إيمليا (باللون الأزرق).

طريق إميليا أو فيا إميليا (بالإيطالية: Via Emilia)‏ هي طريق رومانية رئيسية شمال السهل الإيطالي وتمر من أريمينوم (ريميني) على ساحل الأدرياتيكي إلى بلاسنتيا (بياتشنزا) على نهر بادوس (بو). انتي العمل لها عام 187 قبل الميلاد. ربطت الطريق ريميني بفيا فلامينيا والذي انتهى العمل به قبل 33 عامًا وبالتالي بروما.